# Spektrale Beschleunigungsdichte
Spektrale Beschleunigungsdichte (englisch Acceleration Spectral Density (ASD), auch Power Spectral Density (PSD)) ist ein Begriff aus der Schwingungs-Messtechnik.
Die spektrale Beschleunigungsdichte ist der quadratische Mittelwert (über den Frequenzbereich) eines Beschleunigungssignals, das ein Schmalbandfilter bestimmter Frequenzbreite passiert hat, dividiert durch die Bandbreite des Filters. Dadurch wird eine Normierung des Signals erreicht. Die spektrale Beschleunigungsdichte ist der Wert für den Grenzfall, dass die Bandbreite gegen Null und die Mittelungsdauer gegen Unendlich geht.
Sie wird in der DIN EN 60068-2-64:2009-04 etwas anders definiert als in der DIN EN ISO 2041. Der MIL-STD-810H definiert die ASD als Funktion über eine Gaußkurve.
Anwendungen sind z. B. Vibrationstests von mechanischen Systemen, die zufälligen Erschütterungen ausgesetzt werden.
Als Maßeinheiten werden verwendet:
- {\displaystyle {\frac {\left({\frac {\mathrm {m} }{\mathrm {s} ^{2}}}\right)^{2}}{\mathrm {Hz} }}}

mit {\displaystyle \mathrm {Hz} } für die Einheit Hertz oder
- die landläufige, aber nicht SI-konforme Einheit {\displaystyle {\frac {\mathrm {g_{n}} ^{2}}{\mathrm {Hz} }}}

mit der Normfallbeschleunigung {\displaystyle \mathrm {g_{n}} =9{,}80665\,{\frac {\mathrm {m} }{\mathrm {s^{2}} }}}, oft auf {\displaystyle 10\,{\frac {\mathrm {m} }{\mathrm {s^{2}} }}} gerundet.
Eine strukturell ähnlich definierte Größe ist die spektrale Leistungsdichte.